# 2653 Principia
2653 Principia este un asteroid din centura principală, descoperit pe 4 noiembrie 1964 de Goethe Link Obs..